# クマゴローの宇宙猛レース
クマゴローの宇宙猛レース（Yogi's Space Race）は、アメリカ合衆国のNBCで1978年9月9日から12月2日まで放送されたテレビアニメ。
宇宙を舞台にクマゴローを始めとするハンナ・バーベラ・プロダクションキャラが、オリジナルキャラのキャプテン・グッドと共にレースを繰り広げる、いわば『チキチキマシン猛レース』の宇宙版。レースでは宇宙海賊や宇宙怪獣などの宇宙キャラや、キャプテン・グッドが変身した悪のスペースレーサー・ワルバットが様々な妨害を行い、最後は優勝チームに賞品が贈られるも、その賞品には必ずオチがつく結末となる。
日本では東京12チャンネル（テレビ東京）の『マンガのくに』で1979年8月21日から9月7日まで放送され、1979年9月10日から9月26日までは「クマゴローの珍パトロール」として再放送されるが、1979年9月27日から9月29日まで元のタイトルに戻った形で再放送された。

## キャラクター

### スペースレーサー
ヨギ・ベア/クマゴロー
声 - 滝口順平、英 - ドーズ・バトラー
本作の主人公で、レースのリーダー。主人公ではあるが初期に2回（#1、#3）しか優勝経験がない。
スケア・ベア
声 - ？、英 - ジョー・ベッサー
クマゴローのパートナー、ブーブーの代理でもある。
珍犬ハックル
声 - ？、英 - ドーズ・バトラー
不明（Quack-Up）
声 - ？、英 ^ メル・ブランク
ハックルのパートナーでパイロット。
ジョーズ/ジャバくん
声 - ？、英 - フランク・ウェルカー
ビューフォード/ダレイヌ
声 - ？、英 - フランク・ウェルカー
『Buford and the Galloping Ghost』に登場する名探偵の犬（ブラッドハウンド）で、ウェンディととウッディのペット。本作では、ジャバくんのパートナー。
ナゲット・ノーズ/ナゲット爺さん
声 - ？、英 - フランク・ウェルカー
『Buford and the Galloping Ghost』に登場する幽霊。幽霊なのに投げ縄が得意。優勝は一番少なく#9だけ。
ウェンディ
声 - ？、英 - マリリン・シュレッフラー
『Buford and the Galloping Ghost』に登場するブロンド髪の少女。
リタ
声 - ？、英 - パット・パリス
『Buford and the Galloping Ghost』に登場するリボンを付けた少女。
キャプテン・グッド（ファントム・フィンク/ワルバット）
声 - 市川治、英 - フランク・ウェルカー
普段は正統派の二枚目レーサーだが、レース中にブラック魔王の様な悪のレーサーに変身、皆に妨害を仕掛ける。それでも優勝回数は一番多く5回（グッド時は2回、ワルバット時は3回）だが、やはり賞品のオチでひどい目にあう。
クリーン・キャット（シニスター・スラッジ）
声 - ？、英 - フランク・ウェルカー
ケンケンのような犬、キャプテン・グッドのペット。

### 他作品からのゲスト
クマゴロー以外にも、ハンナ・バーベラ他作品からのゲストキャラが登場した事がある。概ね、ワルバットの陰謀で拉致されたクマゴローたちを解放するのが多い。なおオープニングには『Bufrod and the Galloping Ghost』のペディグリー保安官・マギー副官・ファディ（牧場の経営者でウェンディとリタの上司）が登場する。
ジャナ
声 - ？、英 - ？
『Jana of the Jungle』から登場。幼少時に科学者である父と行き分けれ、密林で育った女ターザン。
フレッド・フリントストーン
声 - ？、英 - ヘンリー・コーデン
#4に登場。『原始家族フリントストーン』から登場した原始人。
バーニー・ラブル
声 - ？、英 - メル・ブランク
フレッドと同様#4に登場。同じく『フリントストーン』から登場。
ジャンボゴリラ
声 - ？、英 - ？
同じく#4に登場、『ジャンボゴリラの大冒険』から登場。紫色の巨大ゴリラ。
マック
声 - ？、英 - ？
#9に登場。『早撃ちマック』から登場。銃の名手である白馬。
フランケンロボ
声 - ？、英 - ？
#11に登場。『フランケンロボ』から登場。ジュニアくんが製作した巨大ロボット。
ジュニアくん
声 - ？、英 - ？
同じく#11に登場。『フランケンロボ』から登場。フランケンロボを製作した少年。

### その他
ナレーター
声 - 青野武、英 - ゲイリー・オーウェンズ
主にレースの実況役。なおオープニングの「あのマンガから…最後まで見てねー！」は日本語版のみに存在する。
不明（El Fabuloso）
レース監視用コンピューター、不正行為をする出場者（特にキャプテン・グッド）を失格にさせる。

## エピソード
| #  | サブタイトル                            | 優勝チーム         | 優勝賞品                         | オチ                             | 放送日        |
| -- | --------------------------------------- | ------------------ | -------------------------------- | -------------------------------- | ------------- |
| 1  | The Saturn 500                          | クマゴロー         | 火星休暇                         | 相変わらず怪獣に追われる         | 1978年 9月9日 |
| 2  | The Neptune 9000                        | キャプテン・グッド | バッグに変形する自動車           | グッドがそのバッグに積まれる     | 9月16日       |
| 3  | The Pongo Tongo Classic                 | クマゴロー         | ディナー                         | 皿洗いまでさせられる             | 9月23日       |
| 4  | Nebuloc–The Prehistoric Planet          | ワルバット         | 絵のモデル                       | 絵の具を塗られる                 | 9月30日       |
| 5  | The Spartikan Spectacular               | キャプテン・グッド | 豪華クルーザーに搭乗             | 荷物置き場に乗せられる           | 10月7日       |
| 6  | The Mizar Marathon                      | ジャバくん         | マッサージベッド                 | 6本のメカアームに叩かれる        | 10月14日      |
| 7  | The Lost Planet of Atlantis             | ワルバット         | 極寒の星                         | 客を乗せた橇の引き役             | 10月21日      |
| 8  | Race Through Oz                         | キャプテン・グッド | コンピューター恋人選び           | 選ばれたのは宇宙老魔女           | 10月28日      |
| 9  | Race Through Wet Galoshes               | ナゲット           | ウエスタン星                     | 自分たちが働いている農場だった   | 11月4日       |
| 10 | The Borealis Triangle                   | ワルバット         | 映画に出演                       | 悪役にされる                     | 11月11日      |
| 11 | Race to the Center of the Universe      | ハックル           | 遊園地「ファンキーランド」に行く | 的当てアトラクションの的にされる | 11月18日      |
| 12 | Race Through the Planet of the Monsters | ワルバット         | コンサート会場                   | 床に座らせれる                   | 11月25日      |
| 13 | Franzia                                 | ハックル           | 宇宙コンコルドに搭乗             | 翼をつかまされる                 | 12月2日       |